# Racek reliktní
Racek reliktní (Ichthyaetus relictus) je středně velkým středoasijským druhem racka.

## Popis
Dospělí ptáci ve svatebním šatu mají černou hlavu s tmavočerveným zobákem, bílé tělo a ocas, světle šedá křídla s černou kresbou na špičce a bílými skvrnami u špiček krajních dvou letek. V prostém šatu (v zimě) mají hlavu bílou s nevýraznými šedými skvrnami nad okem a v příuší. Mladí ptáci se velmi podobají mladým rackům černohlavým.

## Výskyt
Racek reliktní hnízdí na několika jezerech v polopouštích střední Asie (Mongolsko, Kazachstán, Rusko). Tažný, zimuje na pobřeží východní Asie od východní Číny po Vietnam. Zatoulaní ptáci byli zjištěni v Japonsku, ptáci kroužkovaní v oblasti hnízdění tohoto druhu byli nalezeni v Bulharsku a východním Turecku (tyto dva nálezy jsou však považovány za nedostatečně dokumentované).